# Isaac Cole Powell
Isaac Cole Powell (* 30. Dezember 1994 in Greensboro, North Carolina) ist ein amerikanischer Schauspieler in Musicals und Fernsehen sowie Model.

## Persönliches
Powells Mutter ist weiß, sein Vater, ein in Folge dreifacher Champion der Crossfit Games, Afroamerikaner. Powell beschreibt, dass er White Passing erlebt. Er ist das jüngste Kind neben zwei Schwestern. Seine Eltern sind Southern Baptists; Powell ist schwul und outete sich, als er sechzehn war, seiner Familie gegenüber am Coming Out Day.
Powell wuchs in Greensboro, North Carolina auf, wo er als Mittelschüler begann, am Community Theatre aufzutreten, und Unterricht am Dance Theatre nahm. Für drei Jahre studierte er Theater an der Weaver Academy. Dann wechselte er für das letzte Highschool-Jahr an die University of North Carolina School of the Arts, an der er seinen Abschluss im Mai 2017 in Schauspiel machte.
Powell war ab 2017 mit Schauspieler Wesley Taylor liiert, den er in seinem Junior-Jahr an der University of North Carolina School of the Arts, die Taylor bereits abgeschlossen hatte, kennenlernte. Im Mai 2019 verlobten sie sich.

## Karriere
Powells erste Rolle nach dem College war in Nikola Tesla Drops the Beat die Titelrolle Nikola Tesla, für die er nach New York City zog. Mit der Pittsburgh Civic Light Opera trat er in Newsies und Mamma Mia! auf. Das Revival von Once on This Island, das von Dezember 2017 bis in 2019 lief, wurde sein Broadway-Debüt in der Rolle Daniel Beauxhomme neben Hailey Kilgore. Die Inszenierung gewann einen Tony Award als Bestes Revival. Robert Hofler von The Wrap rezensierte, dass er das Solo seiner Rolle Some Girls zu dem ergreifendsten Moment des Revivals gemacht habe. In der Zeit trat er auch in der Webserie Indoor Boys seines Partners Wesley Taylor auf. 2019 kehrte er im Revival von West Side Story als Tony an den Broadway zurück. Elysa Gardner von New York Stage Review nannte seine Darstellung einen Höhepunkt der Produktion und das Solo Maria eine Offenbarung, das er gleichzeitig entzückend albern und todernst, verzweifelt und unerschütterlich und überschäumend mit hemmungsloser Freude und Staunen performt habe. Im Mai/Juni 2024 spielt Powell in einer neuen Musical-Umsetzung des großen Gatsby mit Musik von Florence Welch am American Repertory Theater die Titelrolle des Jay Gatsby.
Im Frühling 2018 wurde Powell Model unter der neugegründeten Agentur New Pandemics, die sich der LGBT-Sichtbarkeit in der Modeindustrie widmet. Im Mai 2021 wirkte Powell neben Omar Ayuso in der Pride-Kampagne von Calvin Klein. 2021 hatte Powell sein Spielfilmdebüt in der Musicalverfilmung Dear Evan Hansen mit einer für den Film neugeschaffenen Rolle und erhielt eine Serienhauptrolle in der Staffel Double Feature von American Horror Story sowie im nächsten Jahr in der Staffel NYC, die sich um homosexuelle Figuren in den 1980ern drehte. 2023 war er in den Spielfilmen Cat Person und Past Lives – In einem anderen Leben, die auf dem Sundance gezeigt wurden, und Our Son, das beim Tribeca Film Festival gezeigt wurde, zu sehen.

## Musicalauftritte
- 2017: Nikola Tesla Drops the Beat
- 2017: Newsies
- 2017: Mamma Mia!
- 2017–2019: Once on This Island (Broadway)
- 2020: West Side Story (Broadway)

## Filmografie
- 2015: Just a Body (Kurzfilm)
- 2018: Murphy Brown (Fernsehserie, 1 Episode)
- 2018–2019: Indoor Boys (Webserie, 6 Episoden)
- 2019: Xave Me Please (Kurzfilm)
- 2021: Modern Love (Fernsehserie, Episode 2x04)
- 2021: Dear Evan Hansen
- 2021–2022: American Horror Story (Fernsehserie, Staffeln Double Feature, NYC; 12 Episoden)
- 2023: Cat Person
- 2023: Past Lives – In einem anderen Leben (Past Lives)
- 2023: Our Son
- 2024: The Franchise (Fernsehserie, 8 Episoden)

## Auszeichnungen/Nominierungen
für West Side Story:
- 2020: Drama League Awards als Hervorragender Darsteller – Nominierung[15]
- 2020: Outer Critics Circle Award als Hervorragender Darsteller in einem Musical – Ehrung[16]